# Launaguet
 Launaguet  es una población y comuna francesa, en la región de Mediodía-Pirineos, departamento de Alto Garona, en el distrito de Toulouse y cantón de Toulouse-14.

## Demografía
| 1160 | 1407 | 2771 | 2842 | 3768 | 5086 |
| Para los censos de 1962 a 1999 la población legal corresponde a la población sin duplicidades (Fuente: INSEE [Consultar]) |      |      |      |      |      |

Forma parte de la aglomeración urbana de Toulouse.

## Monumentos

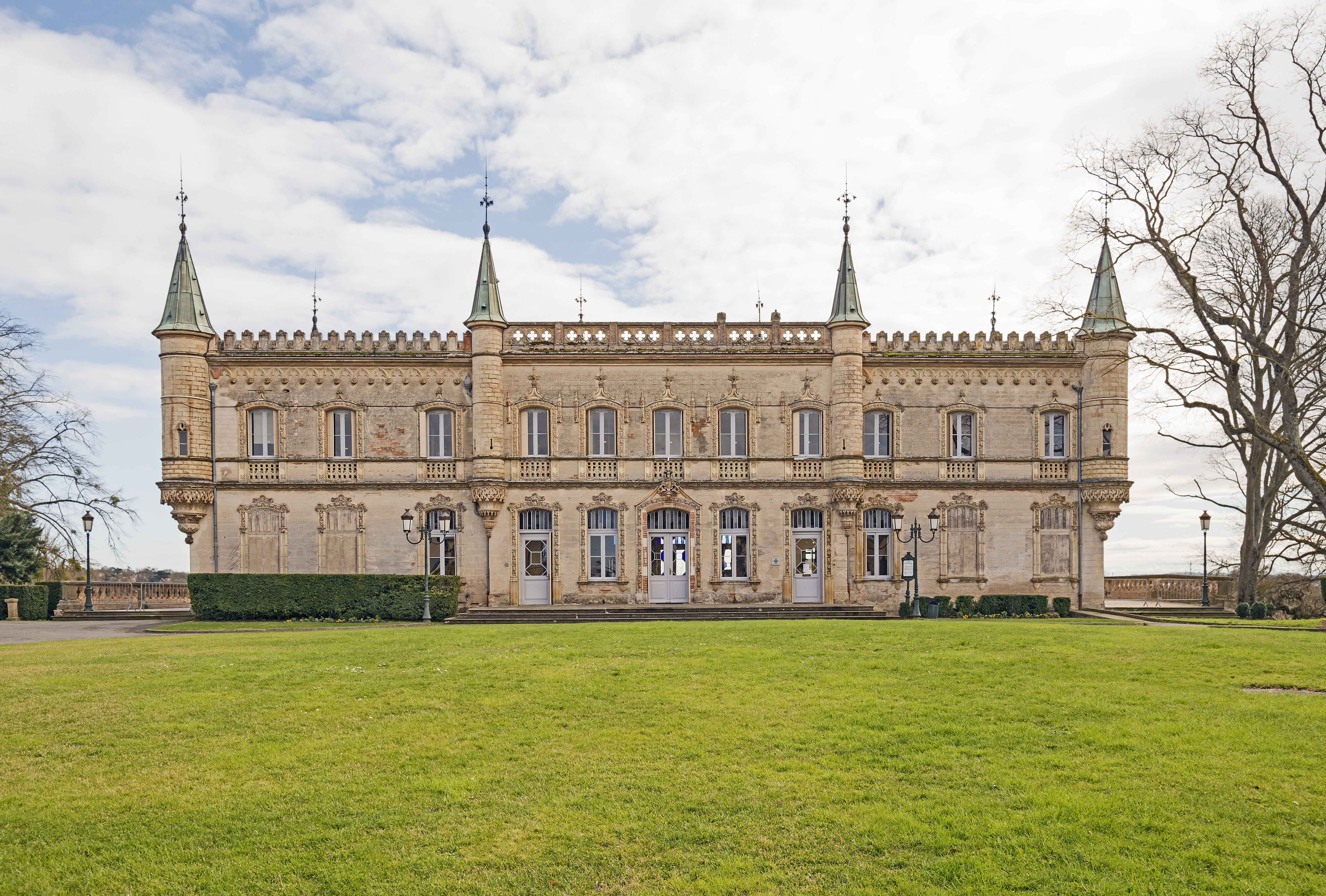
Le Chateau - Fachada.
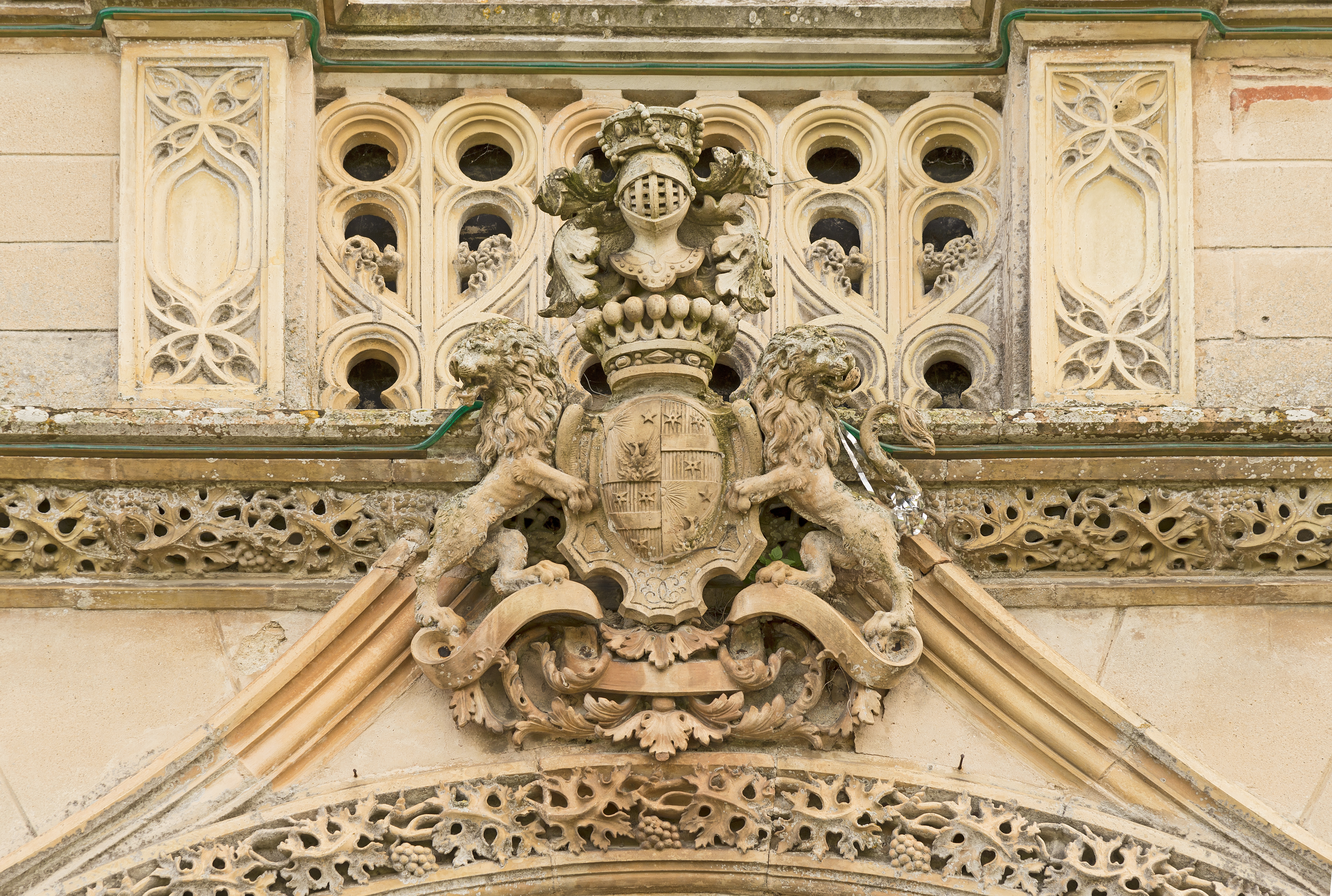
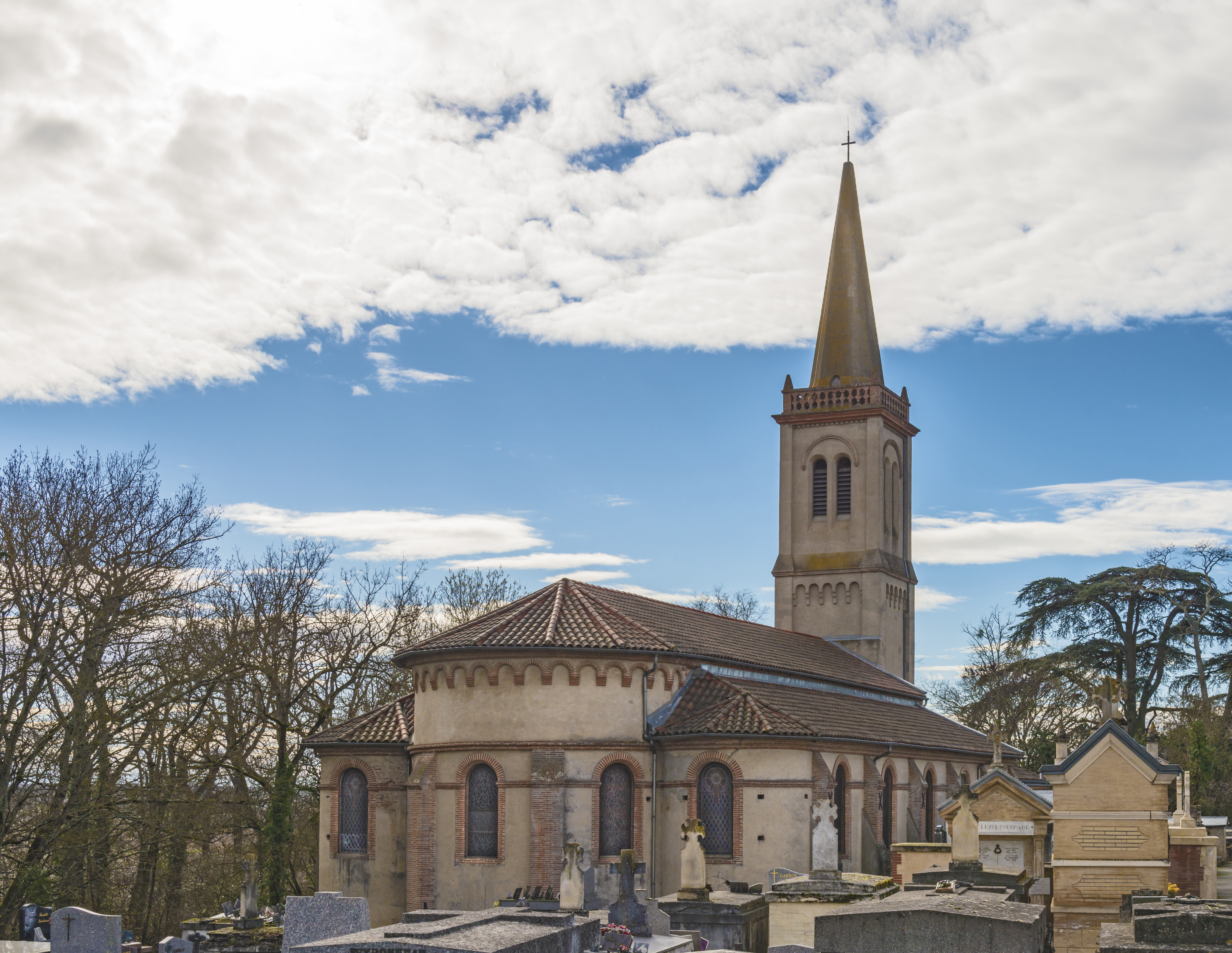
La iglesia de "San Bartolomé" - El ábside.
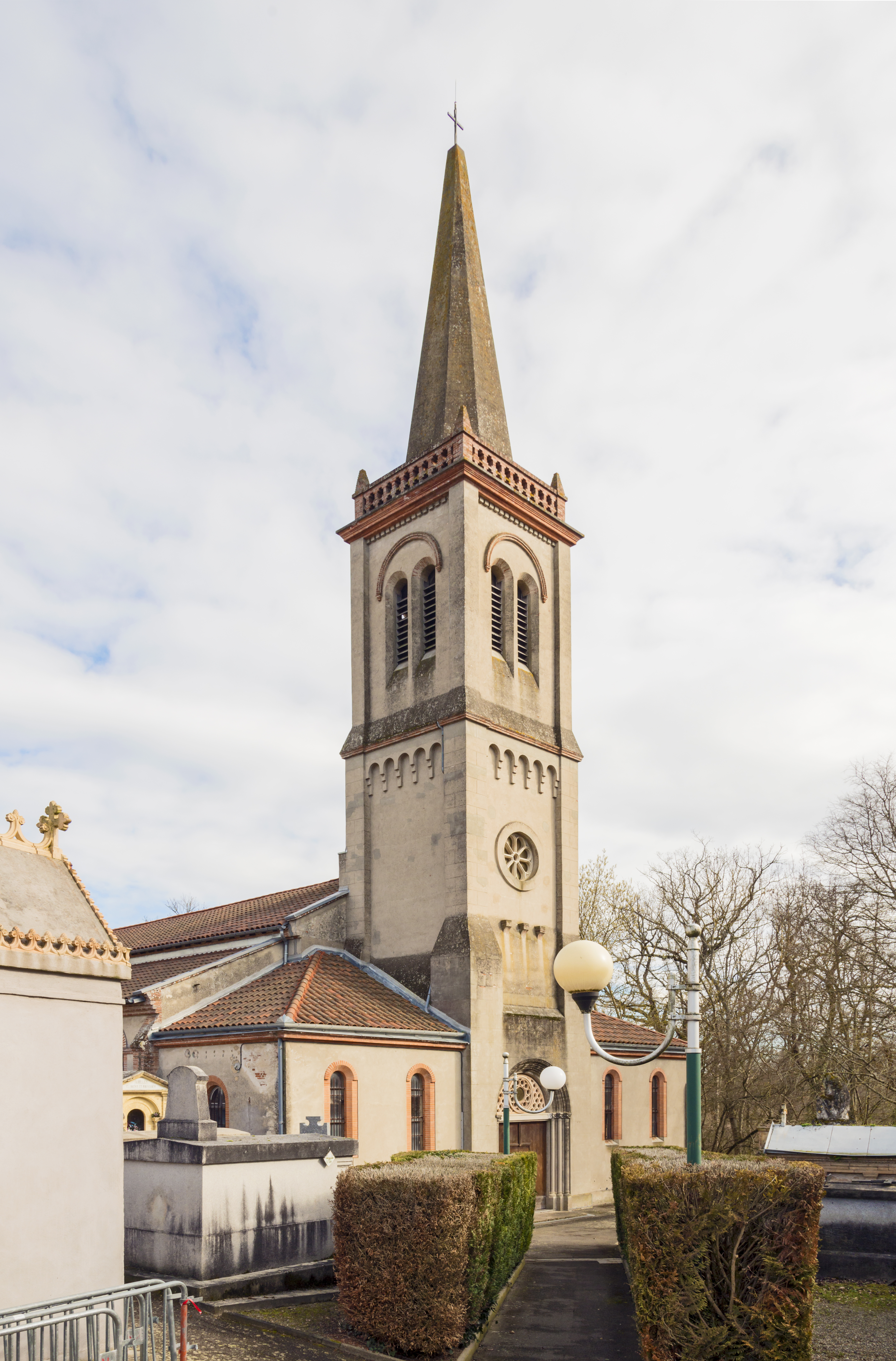
La torre del campanario.